# Bubo poensis
Bubo poensis là một loài chim trong họ Strigidae.